# IC 217
IC 217 (також позначається як IC 1787) — галактика типу Sc (компактна спіральна галактика) у сузір'ї Кит.
Цей об'єкт міститься в оригінальній редакції індексного каталогу.